# 10729 Tsvetkova
10729 Tsvetkova eller 1987 RU5 är en asteroid i huvudbältet som upptäcktes den 4 september 1987 av den sovjetisk-ryska astronomen Ljudmila Zjuravljova vid Krims astrofysiska observatorium på Krim. Den är uppkallad efter Valentina P. Tsvetkova.
Asteroiden har en diameter på ungefär 4 kilometer.